# Guitar Shorty

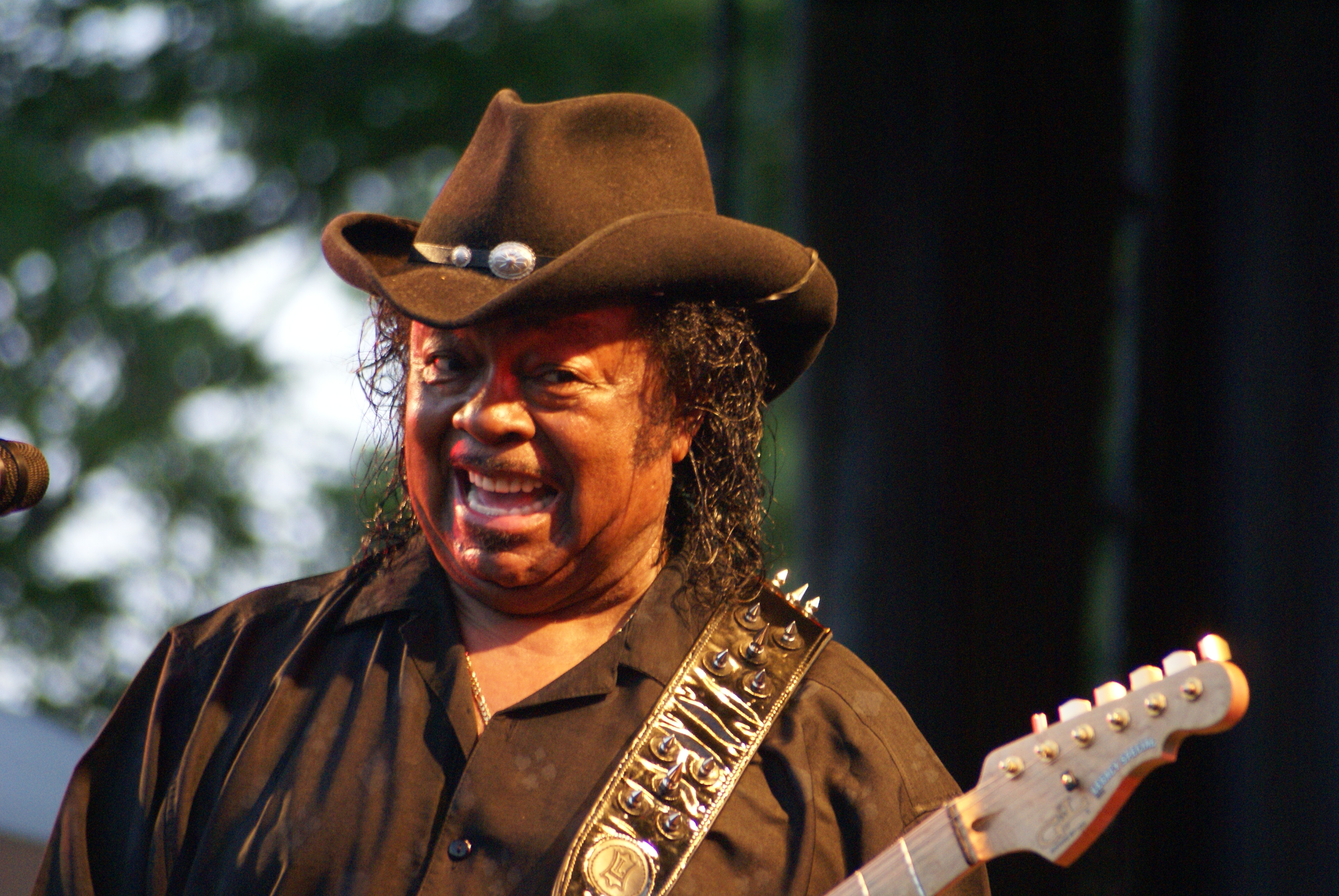
Guitar Shorty beim Ottawa Bluesfest 2008

Guitar Shorty (* 8. September 1934 in Houston, Texas als David William Kearney; † 20. April 2022 in Los Angeles, Kalifornien) war ein US-amerikanischer Bluesgitarrist, Sänger und Songwriter.

## Leben
Geboren in Houston, wuchs Kearney in Kissimmee, Florida auf, wo er bereits in jungen Jahren Gitarre spielte und eine eigene Band hatte. Mit 17 Jahren erhielt er seinen Spitznamen „Guitar Shorty“, als er mit seiner Band in Tampa Bay auftrat. Ein Jahr lang spielte er in der Band von Ray Charles. 1957 nahm er unter der Leitung von Willie Dixon seine erste Single You Don’t Treat Me Right auf, nachdem Dixon ihn mit dem Walter Johnson Orchestra gesehen hatte. Danach spielte er in der Band von Guitar Slim und zog nach New Orleans.
In New Orleans trat Shorty auch mit seiner eigenen Band im Dew Drop Inn auf, des Öfteren mit Gastmusikern wie T-Bone Walker, Big Joe Turner und Little Richard. Mit 19 ging er an die US-Westküste, wo er bei Sam Cooke die Gitarre spielte. Bei seinen eigenen Konzerten an der Westküste lernte er seine Frau Marcia kennen, eine Halbschwester von Jimi Hendrix. Hendrix nannte Guitar Shorty eines seiner wichtigsten Vorbilder.
Guitar Shorty trat weiterhin auf und veröffentlichte einige Singles. In den 1970er Jahren arbeitete er als Mechaniker und spielte nur abends und an Wochenenden. Erst 1985 erschien sein erstes Album On the Rampage. 1991 ging er erstmals im Vereinigten Königreich auf Tour; dabei nahm er mit Otis Grand sein zweites Album My Way or the Highway auf, für das er einen Handy Award erhielt. Daraufhin bekam er einen Plattenvertrag bei Black Top Records.
Topsy Turvy, sein erstes Album bei Black Top, erschien 1993. Nach zwei weiteren Alben löste sich Black Top 1999 auf. Guitar Shorty ging zu Evidence Music, wo 2001 I Go Wild! herauskam. Die nächsten beiden Alben erschienen bei Alligator Records und waren beide in Billboards „Top Blues Albums“ vertreten.
2006 kam ein „Best of Guitar Shorty“-Album auf den Markt. 2010 erschien bei Alligator das Album Bare Knuckle. Guitar Shorty, der seit 2012 in Los Angeles lebte, war bis ins hohe Alter aktiv und trat auch in Europa auf, zuletzt 2017 mit der italienischen Bluesband Morblus unter Leitung von Roberto Morbioli.

## Diskografie
- 1989:  On the Rampage (Olive Branch)
- 1991:  My Way or the Highway (JSP)
- 1993:  Topsy Turvy (Black Top)
- 1995:  Get Wise to Yourself (Black Top)
- 1996:  Blues Is All Right (Janblues)
- 1996:  Billie Jean Blues (Collectables)
- 1998:  Roll Over, Baby (Black Top)
- 2001:  I Go Wild! (Evidence)
- 2004:  Watch Your Back (Alligator Records)
- 2006:  We the People (Alligator)
- 2006:  The Best of Guitar Shorty: The Long and Short of It (Shout! Factory)
- 2010:  How Blue Can You Get (Janblues)
- 2010:  Bare Knuckle (Alligator)